# Okres Radzyń Podlaski
Okres Radzyń Podlaski (polsky Powiat radzyński) je okres v polském Lublinském vojvodství. Rozlohu má 965,06 km² a v roce 2023 zde žilo 55 021 obyvatel. Sídlem správy okresu je město Radzyń Podlaski.

## Gminy
Městská:
- Radzyń Podlaski

Vesnické:
- Borki
- Czemierniki
- Kąkolewnica
- Komarówka Podlaska
- Radzyń Podlaski
- Ulan Majorat
- Wohyń

## Města
- Czemierniki
- Radzyń Podlaski